# Abietinaria thuiarioides
Abietinaria thuiarioides is een hydroïdpoliep uit de familie Sertulariidae. De poliep komt uit het geslacht Abietinaria. Abietinaria thuiarioides werd in 1877 voor het eerst wetenschappelijk beschreven door Clark. 